# Listă de filme britanice din 1952
Aceasta este o listă de filme britanice din 1952:

## Lista
| Titlu                                      | Regizor                              | Distribuție                                              | Gen                               | Note                                                         |
| ------------------------------------------ | ------------------------------------ | -------------------------------------------------------- | --------------------------------- | ------------------------------------------------------------ |
| 13 East Street                             | Robert S. Baker                      | Patrick Holt, Sandra Dorne                               | Thriller                          | [ 1 ]                                                        |
| 24 Hours of a Woman's Life                 | Victor Saville                       | Merle Oberon, Richard Todd                               | Drama                             |                                                              |
| Angels One Five                            | George More O'Ferrall                | Jack Hawkins, Michael Denison                            | World War II                      |                                                              |
| The Armchair Detective                     | Brendan J. Stafford                  | Ernest Dudley, Hartley Power                             | Mystery                           |                                                              |
| Blind Man's Bluff                          | Charles Saunders                     | Zena Marshall, Sydney Tafler                             | Crime                             |                                                              |
| Brandy for the Parson                      | John Eldridge                        | Kenneth More, Charles Hawtrey                            | Comedy                            |                                                              |
| The Brave Don't Cry                        | Philip Leacock                       | John Gregson                                             | Drama                             |                                                              |
| The Card                                   | Ronald Neame                         | Alec Guinness, Petula Clark, Glynis Johns                | Romantic comedy                   |                                                              |
| Castle in the Air                          | Henry Cass                           | David Tomlinson, Helen Cherry                            | Comedy                            |                                                              |
| Circumstantial Evidence                    | Daniel Birt                          | Rona Anderson, Patrick Holt                              | Crime                             |                                                              |
| Come Back Peter                            | Charles Saunders                     | Patrick Holt, Peter Hammond                              | Comedy                            |                                                              |
| Crow Hollow                                | Michael McCarthy                     | Donald Houston, Natasha Parry                            | Drama                             |                                                              |
| Curtain Up                                 | Ralph Smart                          | Robert Morley, Margaret Rutherford                       | Comedy                            |                                                              |
| Death of an Angel                          | Charles Saunders                     | Patrick Barr, Jane Baxter                                | Crime                             | [ 2 ]                                                        |
| Derby Day                                  | Herbert Wilcox                       | Anna Neagle, Michael Wilcox                              | Drama                             |                                                              |
| Distant Trumpet                            | Terence Fisher                       | Derek Bond, Jean Patterson                               | Drama                             |                                                              |
| Down Among the Z Men                       | Maclean Rogers                       | Peter Sellers, Harry Secombe, Spike Milligan             | Comedy                            |                                                              |
| Emergency Call                             | Lewis Gilbert                        | Jack Warner, Anthony Steel                               | Drama                             |                                                              |
| Escape Route                               | Seymour Friedman, Peter Graham Scott | George Raft, Sally Gray                                  | Thriller                          |                                                              |
| Father's Doing Fine                        | Henry Cass                           | Richard Attenborough, Heather Thatcher                   | Comedy                            |                                                              |
| The Floating Dutchman                      | Vernon Sewell                        | Dermot Walsh, Sydney Tafler                              | Crime                             |                                                              |
| The Frightened Man                         | John Gilling                         | Dermot Walsh, Barbara Murray                             | Crime                             |                                                              |
| The Gentle Gunman                          | Basil Dearden                        | John Mills, Dirk Bogarde                                 | Drama                             |                                                              |
| Ghost Ship                                 | Vernon Sewell                        | Hazel Court, Dermot Walsh                                | Thriller                          |                                                              |
| Gift Horse                                 | Compton Bennett                      | Trevor Howard, Richard Attenborough                      | War                               |                                                              |
| Girdle of Gold                             | Montgomery Tully                     | Esmond Knight, Maudie Edwards                            | Comedy                            | [ 3 ]                                                        |
| Gone to Earth                              | Michael Powell, Emeric Pressburger   | Jennifer Jones, David Farrar                             | Drama                             |                                                              |
| Hammer the Toff                            | Maclean Rogers                       | John Bentley, Patricia Dainton                           | Crime                             |                                                              |
| The Happy Family                           | Muriel Box                           | Stanley Holloway, Kathleen Harrison                      | Comedy                            |                                                              |
| Hindle Wakes                               | Arthur Crabtree                      | Lisa Daniely, Brian Worth                                | Drama                             |                                                              |
| His Excellency                             | Robert Hamer                         | Eric Portman, Cecil Parker                               | Comedy                            |                                                              |
| The Holly and the Ivy                      | George More O'Ferrall                | Ralph Richardson, Celia Johnson                          | Drama                             |                                                              |
| Home at Seven                              | Ralph Richardson                     | Ralph Richardson, Margaret Leighton, Jack Hawkins        | Drama                             |                                                              |
| Hot Ice                                    | Kenneth Hume                         | John Justin, Barbara Murray                              | Comedy crime                      |                                                              |
| The Hour of 13                             | Harold French                        | Peter Lawford, Dawn Addams                               | Mystery                           |                                                              |
| Hunted                                     | Charles Crichton                     | Dirk Bogarde, Jon Whiteley, Elizabeth Sellars, Kay Walsh | Crime/drama                       | Golden Leopard winner at Locarno International Film Festival |
| I Believe in You                           | Basil Dearden                        | Celia Johnson, Cecil Parker                              | Drama                             |                                                              |
| I'm a Stranger                             | Brock Williams                       | Greta Gynt, James Hayter                                 | Comedy                            |                                                              |
| The Importance of Being Earnest            | Anthony Asquith                      | Michael Redgrave, Michael Denison, Edith Evans           | Comedy                            | Adaptation of the play by Oscar Wilde                        |
| It Started in Paradise                     | Compton Bennett                      | Jane Hylton, Muriel Pavlow, Martita Hunt                 | Drama                             |                                                              |
| Ivanhoe                                    | Richard Thorpe                       | Robert Taylor, Elizabeth Taylor                          | Historical                        |                                                              |
| Judgment Deferred                          | John Baxter                          | Hugh Sinclair, Helen Shingler                            | Drama                             |                                                              |
| A Killer Walks                             | Ronald Drake                         | Laurence Harvey, Susan Shaw                              | Crime                             |                                                              |
| King of the Underworld                     | Victor M. Gover                      | Tod Slaughter, Patrick Barr                              | Crime                             |                                                              |
| Lady in the Fog                            | Sam Newfield                         | Cesar Romero, Lois Maxwell                               | Mystery                           |                                                              |
| The Last Page                              | Terence Fisher                       | George Brent, Marguerite Chapman, Diana Dors             | Crime                             |                                                              |
| Little Big Shot                            | Jack Raymond                         | Ronald Shiner, Marie Lohr                                | Comedy                            |                                                              |
| The Lost Hours                             | David MacDonald                      | Mark Stevens, Jean Kent                                  | Drama                             |                                                              |
| Love's a Luxury                            | Francis Searle                       | Hugh Wakefield, Derek Bond                               | Comedy                            |                                                              |
| Made in Heaven                             | John Paddy Carstairs                 | David Tomlinson, Petula Clark                            | Comedy                            |                                                              |
| The Man Who Watched Trains Go By           | Harold French                        | Claude Rains, Marius Goring                              | Crime                             |                                                              |
| Mandy                                      | Alexander Mackendrick, Fred Sears    | Phyllis Calvert, Jack Hawkins, Terence Morgan            | Drama                             | Ealing Studios                                               |
| Men Against the Sun                        | Brendan J. Stafford                  | John Bentley, Zena Marshall                              | Adventure                         |                                                              |
| Meet Me Tonight                            | Anthony Pelissier                    | Valerie Hobson, Nigel Patrick                            | Comedy                            |                                                              |
| Miss Robin Hood                            | John Guillermin                      | Margaret Rutherford, Richard Hearne                      | Fantasy                           |                                                              |
| Monte Carlo Baby                           | Jean Boyer, Lester Fuller            | Audrey Hepburn                                           | Comedy                            |                                                              |
| Mother Riley Meets the Vampire             | John Gilling                         | Arthur Lucan, Bela Lugosi                                | Comedy                            |                                                              |
| Moulin Rouge                               | John Huston                          | José Ferrer, Zsa Zsa Gabor, Suzanne Flon                 | Biopic                            |                                                              |
| My Death Is a Mockery                      | Tony Young                           | Donald Houston, Kathleen Byron, Bill Kerr                | Crime drama                       | [ 4 ]                                                        |
| My Wife's Lodger                           | Maurice Elvey                        | Dominic Roche, Olive Sloane                              | Comedy                            |                                                              |
| Never Look Back                            | Francis Searle                       | Rosamund John, Hugh Sinclair                             | Drama                             |                                                              |
| Never Take No for an Answer                | Maurice Cloche, Ralph Smart          | Vittorio Manunta, Denis O'Dea                            | Drama                             | Co-production with Italy                                     |
| The Night Won't Talk                       | Daniel Birt                          | John Bailey, Hy Hazell                                   | Crime                             |                                                              |
| No Haunt for a Gentleman                   | Leonard Reeves                       | Anthony Pendrell, Sally Newton                           | Comedy                            | [ 5 ]                                                        |
| Paul Temple Returns                        | Maclean Rogers                       | John Bentley, Patricia Dainton, Peter Gawthorne          | Thriller                          |                                                              |
| Penny Princess                             | Val Guest                            | Yolande Donlan, Dirk Bogarde                             | Comedy                            | First British film shot in Spain                             |
| The Pickwick Papers                        | Noel Langley                         | James Hayter, Hermione Baddeley                          | Comedy                            |                                                              |
| The Planter's Wife                         | Ken Annakin                          | Claudette Colbert, Jack Hawkins                          | Malyana Emergency adventure/drama |                                                              |
| Private Information                        | Fergus McDonell                      | Jill Esmond, Jack Watling                                | Drama                             |                                                              |
| The Ringer                                 | Guy Hamilton                         | Herbert Lom, Denholm Elliott                             | Mystery                           |                                                              |
| Salute the Toff                            | Maclean Rogers                       | John Bentley, Carol Marsh                                | Crime                             |                                                              |
| Saturday Island                            | Stuart Heisler                       | Linda Darnell, Tab Hunter                                | Romance/war                       |                                                              |
| The Second Mrs Tanqueray                   | Dallas Bower                         | Pamela Brown, Hugh Sinclair                              | Drama                             |                                                              |
| Secret People                              | Thorold Dickinson                    | Audrey Hepburn, Valentina Cortese                        | Spy thriller                      |                                                              |
| Sing Along with Me                         | Peter Graham Scott                   | Donald Peers, Dodo Watts                                 | Musical                           |                                                              |
| So Little Time                             | Compton Bennett                      | Marius Goring, Maria Schell                              | Romance                           |                                                              |
| Something Money Can't Buy                  | Pat Jackson                          | Patricia Roc, Anthony Steel                              | Comedy/drama                      |                                                              |
| Song of Paris                              | John Guillermin                      | Dennis Price, Anne Vernon                                | Comedy                            |                                                              |
| The Sound Barrier                          | David Lean                           | Ralph Richardson, Ann Todd                               | Drama                             |                                                              |
| Stolen Face                                | Terence Fisher                       | Paul Henreid, Lizabeth Scott, André Morell               | Drama                             |                                                              |
| The Story of Robin Hood and His Merrie Men | Ken Annakin                          | Richard Todd, Joan Rice                                  | Adventure                         |                                                              |
| The Stranger Left No Card                  | Wendy Toye                           | Alan Badel, Geoffrey Bayldon, Eileen Way                 | short Drama                       |                                                              |
| The Tall Headlines                         | Terence Young                        | André Morell, Flora Robson                               | Crime                             |                                                              |
| Time Gentlemen, Please!                    | Lewis Gilbert                        | Eddie Byrne, Raymond Lovell                              | Comedy                            |                                                              |
| Top Secret                                 | Mario Zampi                          | George Cole, Oskar Homolka                               | Comedy                            |                                                              |
| Tread Softly                               | David MacDonald                      | Frances Day, Patricia Dainton                            | Crime                             |                                                              |
| Treasure Hunt                              | John Paddy Carstairs                 | Martita Hunt, Jimmy Edwards, Naunton Wayne               | Comedy                            |                                                              |
| Trent's Last Case                          | Herbert Wilcox                       | Michael Wilding, Margaret Lockwood, Orson Welles         | Detective                         |                                                              |
| Venetian Bird                              | Ralph Thomas                         | Richard Todd, Eva Bartok                                 | Mystery/thriller                  |                                                              |
| The Voice of Merrill                       | John Gilling                         | Valerie Hobson, James Robertson Justice                  | Mystery                           |                                                              |
| The Wallet                                 | Morton Lewis                         | John Longden, Chili Bouchier                             | Crime                             |                                                              |
| Where's Charley?                           | David Butler                         | Ray Bolger, Allyn Ann McLerie                            | Musical                           |                                                              |
| Whispering Smith Hits London               | Francis Searle                       | Richard Carlson, Greta Gynt                              | Mystery                           |                                                              |
| Who Goes There!                            | Anthony Kimmins                      | Nigel Patrick, Valerie Hobson                            | Comedy                            |                                                              |
| Wide Boy                                   | Ken Hughes                           | Sydney Tafler, Susan Shaw                                | Crime                             |                                                              |
| Wings of Danger                            | Terence Fisher                       | Zachary Scott, Robert Beatty                             | Thriller                          |                                                              |
| The Woman's Angle                          | Leslie Arliss                        | Edward Underdown, Cathy O'Donnell                        | Drama                             |                                                              |
| Women of Twilight                          | Gordon Parry                         | René Ray, Lois Maxwell                                   | Crime                             |                                                              |
| The Wonder Kid                             | Karl Hartl                           | Bobby Henrey, Elwyn Brook-Jones                          | Drama                             |                                                              |
| You're Only Young Twice                    | Terry Bishop                         | Duncan Macrae, Joseph Tomelty                            | Comedy                            |                                                              |